# Picoides tridactylus
Picoides tridactylus là một loài chim trong họ Picidae.